# Leandro Lucchetti
Leandro Lucchetti (Trieste, 22 febbraio 1944) è uno sceneggiatore e regista italiano.

## Biografia
Leandro Lucchetti ha lavorato come sceneggiatore e aiuto regista, fin dai primi anni '70 ed ha esordito nel 1983 come regista del film Maledetta Euridice. 
Dal 1986 al 1987 ha diretto la regia del programma televisivo Più sani e più belli.
Nel 1988 dirige e scrive sceneggiatura e soggetto del film La vendetta. Nel 1991 è lo sceneggiatore ed il regista del lungometraggio Caged - Le prede umane. 
Nel 2016 pubblica il suo primo romanzo, Amorosi sensi.

## Filmografia

### Regista
- Maledetta Euridice (1983)
- Più sani e più belli – programma TV (1986-1987)
- Mercenari dell'apocalisse (come John R. Dowson) (1987)
- La vendetta (1988)
- Bloody Psycho – film TV (1989)
- Caged - Le prede umane (1991)
- La ragnatela del silenzio - A.I.D.S. (1994)

### Sceneggiatore
- Deserto di fuoco, regia di Renzo Merusi (1970)
- La sposina, regia di Sergio Bergonzelli (1976)
- Taxi Love - Servizio per signora, regia di Sergio Bergonzelli (1976)
- Porco mondo, regia di Sergio Bergonzelli (1978)
- Maledetta Euridice (1983)
- Mercenari dell'apocalisse (come John J. Dowson) (1987)
- La vendetta (1988)
- Bloody Psycho (1989) - film TV
- Games of Desire, regia di Pasquale Fanetti (1991)
- La strana voglia (Scent of passion), regia di Pasquale Fanetti (1991)
- Caged - Le prede umane (1991)

### Soggettista
- Porco mondo, regia di Sergio Bergonzelli (1976)
- Nosferatu a Venezia, regia di Augusto Caminito (1988)
- La vendetta (1988)